# Azealia Banks
Azealia Amanda Banks (* 31. května 1991) je americká rapperka, zpěvačka, skladatelka a herečka. Hudbě se věnovala již v mladém věku; později studovala na umělecké střední škole a roku 2008 zahájila hudební kariéru. Zanedlouho podepsala nahrávací smlouvu s hudebním vydavatelstvím XL Recordings, od něhož však později odešla ke společnostem Polydor Records a Interscope Records. V květnu roku 2012 vydala své první EP nazvané 1991 a v červenci téhož roku vydala mixtape Fantasea. V roce 2014 oznámila vydání debutového plnohodnotného studiového alba Broke with Expensive Taste. Jeho vydání bylo několikrát odloženo, až nakonec vyšlo v listopadu 2014.

## Diskografie
Studiová alba
- Broke with Expensive Taste (2014)
- Fantasea II: The Second Wave (2018)

EP a mixtape
- 1991 (2012)
- Fantasea (2012)
- Slay-Z (2016)